# Flughafen Arusha

i7
i11
i13
Der Flughafen Arusha (IATA-Code: ARK, ICAO-Code: HTAR) ist ein kleiner Verkehrsflughafen in Arusha, im Nordosten Tansanias.
Im Jahr 2006 wurden in Arusha 15.999 Bewegungen gemeldet. Die Verwaltung des Flughafens hat angekündigt, den Flughafen weiter auszubauen, den Terminal zu verbessern und die zu kurze Landebahn zu verlängern, um den Flugbetrieb zu erweitern.

## Fluggesellschaften
Es bestehen regelmäßige inländische Verbindungen, unter anderem durch die Regional Air Services.